# 皮特什蒂
皮特什蒂（羅馬尼亞語發音：[piˈteʃtʲ]）是罗马尼亚的一座城市，阿尔杰什县首府。该市位于瓦拉几亚地区阿尔杰什河畔，有公路直达首都布加勒斯特，是重要的工商业中心。皮特什蒂监狱位于此地。

## 教育
- 皮特什蒂大学 （页面存档备份，存于）

## 姐妹城市
- 瑞典博伦厄
- 意大利卡塞塔
- 塞尔维亚克拉古耶瓦茨
- 菲律宾穆汀鲁帕市
- 美国俄亥俄州斯普林菲尔德